# Tok Pisin

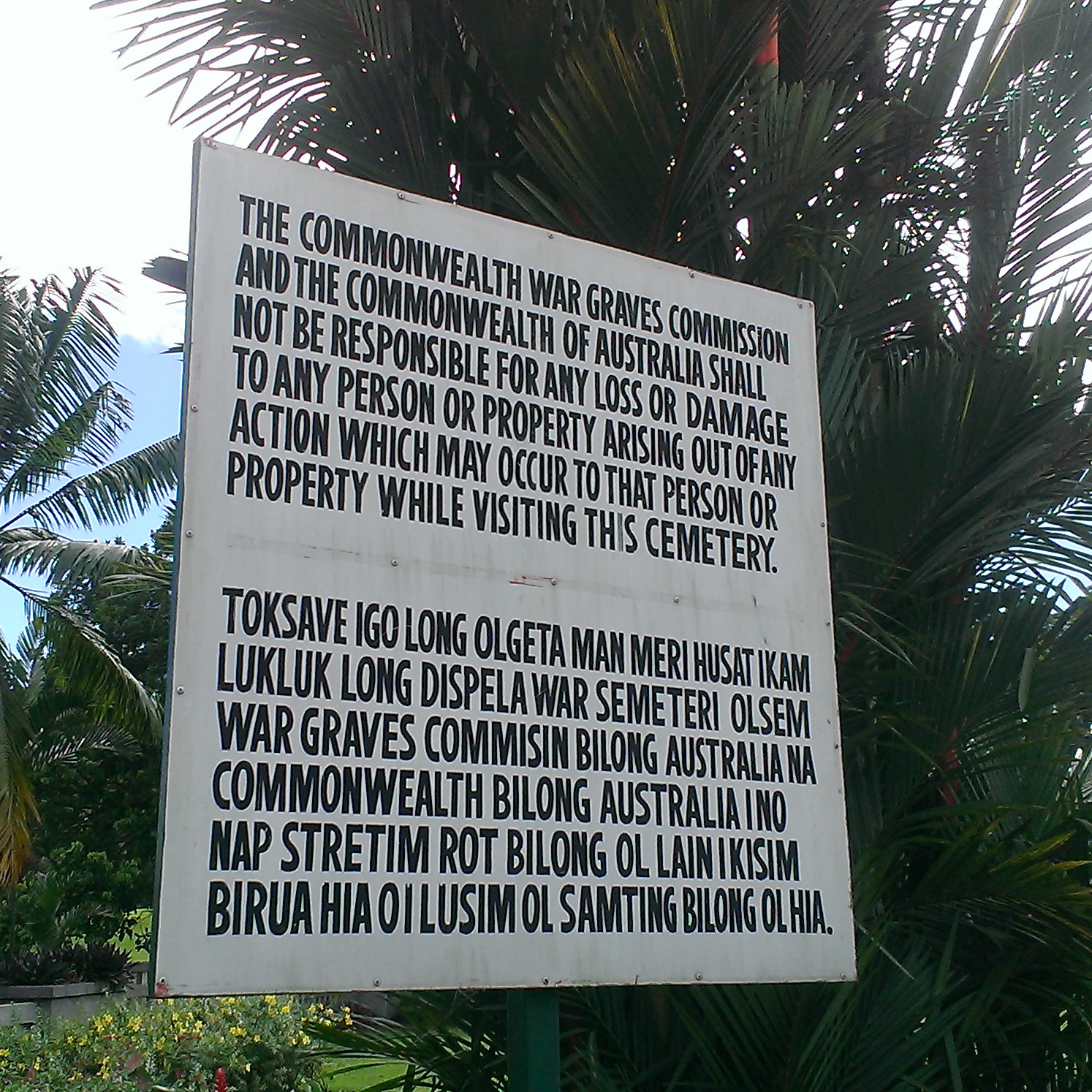
Informationstafel auf Englisch und Tok Pisin am Soldatenfriedhof von Lae

Die Kreolsprache Tok Pisin (gelegentlich auch noch Pidgin-Englisch, in der Fachliteratur auch Neuguinea-Pidgin und Neumelanesisch, englisch: Melanesian Pidgin, Melanesian Pidgin English (MPE), Neomelanesian/Neo-Melanesian) ist die am weitesten verbreitete Verkehrssprache in Papua-Neuguinea. Es handelt sich um eine Variante bzw. Weiterentwicklung des melanesischen Pidgin, zu dem auch Bislama auf Vanuatu, Pijin auf den Salomonen und Torres Creole auf den Inseln der Torres-Straße (Australien) gehören.

## Allgemeines
Die Sprache dient hauptsächlich der Kommunikation zwischen Angehörigen verschiedener Sprachgemeinschaften, hat jedoch – anders als die meisten Pidgin-Sprachen – auch eine steigende Zahl von muttersprachlichen Sprechern. Die Sprache setzt sich aus englischen und melanesischen Elementen zusammen, darüber hinaus gibt es noch deutsche Einflüsse. Es gibt mehrere Dialekte, wie das stärker vom Englischen beeinflusste Waigani-Pidgin um Port Moresby. Tok Pisin hat sich aus einer Pidginsprache zu einer Kreolsprache entwickelt, wobei diese Entwicklung noch andauert, da die Muttersprachler unter allen Sprechern noch eine Minderheit darstellen, diese Gruppe aber stark wächst – damit einher geht das Aussterben von vielen Sprachen mit nur wenigen Sprechern.
Es besteht eine größere Ähnlichkeit und historische Verwandtschaft des auf den Inselprovinzen Papua-Neuguineas gesprochenen Tok Pisin mit Bislama auf Vanuatu und Pijin auf den Salomonen.
Einige Worte dieser Sprache sind z. B.:
| Tok Pisin | Englisch       | Deutsch                                |
| --------- | -------------- | -------------------------------------- |
| apinun    | good afternoon | guten Nachmittag                       |
| misis     |                | Bezeichnung für „Ehefrau“/weiße Frauen |
| sik       | sick, ill      | krank                                  |
| haus sik  | hospital       | Krankenhaus                            |
| gude      | good day       | guten Tag                              |
| kaikai    | food           | Essen                                  |
| bulut     | blood          | Blut                                   |
| tenkyu    | thank you      | danke                                  |

Spuren des deutschen Wortschatzes aufgrund der Kolonialisierung der deutschen „Schutzgebiete“ in der Südsee, darunter Deutsch-Neuguinea, sind z. B.:
| Tok Pisin | Deutsch |
| --------- | ------- |
| gumi      | Gummi   |
| beten     | beten   |
| raus!     | raus!   |
| bros      | Brust   |

## Geschichte der Sprache
Schon für die Zeit vor der Inbesitznahme Papua-Neuguineas durch die Deutschen ist die Existenz einer auf dem Englischen basierenden Pidginsprache bekannt. Walfang- und Handelsschiffe mit meist von den pazifischen Inseln kommender Besatzung nutzten oder brachten möglicherweise die Sprache in das Land. Eine frühe Form des Tok Pisin war schon während der deutschen Kolonialherrschaft (siehe Bismarck-Archipel und Kaiser-Wilhelms-Land) unter den abwertenden Bezeichnungen tokboi (Dienersprache, von engl. „talk boy“), Kanakensprache oder „Englisch“ bekannt.
Da erst in den 1880er Jahren vermehrt Neuguineer und Trobriander als Personal auf Handelsschiffen eingesetzt wurden und frühe Missionare vorher kaum Pidgin-Sprecher notierten, kann davon ausgegangen werden, dass die Frühform des Tok Pisin sich erst ab dieser Zeit als Verkehrssprache ausbreitete. Ebenfalls förderlich für die Verbreitung der Sprache war der um diese Zeit stark expandierende Koprahandel, der ein erhöhtes Verkehrsaufkommen im Pazifik mit sich brachte.
Die Sprache Tok Pisin verändert sich schnell, so dass teilweise sogar die Verständigung zwischen den Generationen und zwischen ländlichen Gebieten und städtischen Ballungszentren erschwert wird.

## Grammatik
So wie andere Pidgin-Sprachen hat auch Tok Pisin eine sehr einfache Grammatik. Es gibt weder Konjugation noch Deklination. Es gibt nur zwei Vergangenheitsformen und ein Futur, wobei sich das Verb nicht ändert, sondern die Zeit durch ein voran- oder nachgestelltes Wort ausgedrückt wird (Imperfekt: „bin“, Perfekt: „pinis“ (nachgestellt), Futur „bai“, also „mi bin go“ = „ich ging“, „mi go pinis“ = „ich bin gegangen“, „bai mi go“ = „ich werde gehen“).
Eine grammatikalische Besonderheit der Sprache sind die zwei Formen des Personalpronomens in der 1. Person Plural: es gibt in einigen Varianten der Sprache ein inklusives wir und ein exklusives wir. Dies ist jedoch ein Phänomen, das wohl aus den polynesischen Sprachen übernommen bzw. beibehalten wurde. Bei der exklusiven Form werden die Angesprochenen nicht mit einbezogen, bei der inklusiven Form schon. Als Beispiel diene das deutsche wir wissen
- exklusive Form: Mipela i save (Wir: Nur die Gruppe, für die der Sprecher redet, weiß es.)
- inklusive Form: Yumi save (Wir: Sowohl die Gruppe, für die der Sprecher redet, als auch die Angesprochenen wissen es.)

Die inklusive Form yumi ist allerdings nicht in allen Regionen gleich gebräuchlich. In der Sprache des Hochlandes wird sie kaum verwendet.